# フレンチ・コネクション2
『フレンチ・コネクション2』（French Connection II）は、1975年のアメリカ合衆国のアクション・スリラー映画。監督はジョン・フランケンハイマー、出演はジーン・ハックマンとフェルナンド・レイなど。1971年の映画『フレンチ・コネクション』の続編。

## ストーリー
ニューヨークで取り逃がした麻薬王・シャルニエを追って、“ポパイ”ことドイル刑事（ジーン・ハックマン）はフランスのマルセイユに飛ぶ。しかし、ドイルがマルセイユに居ることを知ったシャルニエ（フェルナンド・レイ）は、逆にドイルを拉致監禁し、情報を聞き出すため麻薬投与という拷問にかける。その後、解放されたドイルは麻薬中毒のままでは失職するため、フランス警察のバルテルミーに軟禁され禁断症状と戦うことになる。麻薬を克服したドイルは単身敵のアジトへ乗り込んで取引の情報を聞き出し、シャルニエを追い詰めにかかる。

## キャスト
| 役名                     | 俳優                           | 日本語吹替                                          |
| 役名                     | 俳優                           | フジテレビ版                                        |
| ------------------------ | ------------------------------ | --------------------------------------------------- |
| ジミー・ドイル（ポパイ） | ジーン・ハックマン             | 小池朝雄                                            |
| アラン・シャルニエ       | フェルナンド・レイ             | 大平透                                              |
| アンリ・バルテルミー     | ベルナール・フレッソン         | 羽佐間道夫                                          |
| ジャッカス               | フィリップ・レオタール         |                                                     |
| ジェネラル・ブライアン   | エド・ローター                 | 糸博                                                |
| マレット                 | シャルル・ミロー               | 仲村秀生                                            |
| ラウール                 | ジャン＝ピエール・カスタルディ |                                                     |
| 老婆                     | キャスリーン・ネスビット       |                                                     |
| 不明 その他              | N/A                            | 沼波輝枝 増岡弘 小谷野美智子 石森達幸 加藤修 槇大輔 |
| 日本語版制作スタッフ     |                                |                                                     |
| 演出                     | 演出                           | 山田悦司                                            |
| 字幕翻訳                 | 字幕翻訳                       | 菊地浩司                                            |
| 吹替翻訳                 | 吹替翻訳                       | 山田実                                              |
| 調整                     | 調整                           | 杉原日出弥                                          |
| 制作                     | 制作                           | トランスグローバル                                  |
| 解説                     | 解説                           | 高島忠夫                                            |
| 初回放送                 | 初回放送                       | 1977年4月29日 『ゴールデン洋画劇場』                |

※日本語吹替はDVD・BD収録。